# Woiwodschaft Ruthenien

Woiwodschaft Ruthenien

Die Woiwodschaft Ruthenien, historisch auch Rothreußen (Rotrussland) oder Rotruthenien; lateinisch Palatinatus Russiae, polnisch Województwo ruskie, ukrainisch Руське воєводство, war eine Verwaltungseinheit in der Provinz Kleinpolen des Königreichs Polen (1434–1569) bzw. der Adelsrepublik Polen-Litauen (1569–1772).

## Verwaltungseinteilung
Hauptstadt war Lwów (ukrainisch Львів Lwiw, deutsch Lemberg), Sitz des Landtags Sądowa Wisznia (ukrainisch Судова Вишня Sudowa Wyschnja). Für die Rechtsprechung, die nach deutschem Recht erfolgte, waren die Obergerichtshöfe auf folgenden Burgen zuständig:
- Biecz
- Frysztak
- Sandomierz
- Krakau
- Nowy Sącz
- Sanok

Die Woiwodschaft bestand aus fünf Ländern:

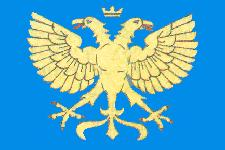
Banner des Sanoker-Przemysler Landes in der Schlacht bei Tannenberg (1410)

Chełmer Land (polnisch Ziemia chełmska), Hauptstadt Chełm (ukrainisch Холм Cholm)
- Kreis Chełm (polnisch Powiat chełmski), Hauptort Chełm
- Kreis Krasnystaw (polnisch Powiat krasnystawski), Hauptort Krasnystaw (ukrainisch Красностав Krasnostaw)
- Kreis Ratno (polnisch Powiat ratneński), Hauptort Ratno (ukrainisch Ра́тне Ratne)

Halitscher Land (polnisch Ziemia halicka), Hauptstadt Halitsch (polnisch Halicz, ukrainisch Галич Halytsch)
- Kreis Halitsch (polnisch Powiat halicki), Hauptort Halitsch
- Kreis Kolomyja (polnisch Powiat kołomyjski), Hauptort Kolomyja (ukrainisch Коломия Kolomyja)
- Kreis Trembowla (polnisch Powiat trembowelski), Hauptort Trembowla (ukrainisch Теребовля Terebowlja)

Lemberger Land (polnisch Ziemia lwowska), Hauptstadt Lemberg (polnisch Lwów, ukrainisch Львів Lwiw)
- Kreis Lemberg (polnisch Powiat lwowski), Hauptort Lemberg
- Kreis Żydaczów (polnisch Powiat żydaczowski), Hauptort Żydaczów (ukrainisch Жидачів Schydatschiw)

Przemyśler Land (polnisch Ziemia przemyska), Hauptstadt Przemyśl
- Kreis Przemyśl (polnisch Powiat przemyski), Hauptort Przemyśl
- Kreis Sambor (polnisch Powiat samborski), Hauptort Sambir (ukrainisch Самбір Sambir)
- Kreis Drohobycz (polnisch Powiat drohobycki), Hauptort Drohobycz (ukrainisch Дрогобич Drohobytsch)
- Kreis Stryj (polnisch Powiat stryjski), Hauptort Stryj (ukrainisch Стрий Stryj)

Sanoker Land (polnisch Ziemia sanocka), Hauptstadt Sanok
- Sanoker Kreis (polnisch Powiat Sanocki), Hauptort Sanok

Chełmer Land
Halitscher Land
Lemberger Land
Przemyśler Land
Sanoker Land

## Woiwoden
- Stanisław Chodecki de Chotcza, 1466–1474
- Jakub Buczacki 1497–1501
- Stanisław Kmita von Wisnicz, 1500–
- Jan Odrowąż, 1510–
- Jan Amor Tarnowski, (ab 2. April 1527–1535)
- Stanisław Odrowąż, 1542–1545
- Piotr Firlej, 1545–1553
- Mikołaj Sieniawski, 1553–1569
- Jerzy Jazłowiecki, 1569–1575
- Hieronim Jarosz Sieniawski, 1576
- Jan Daniłowicz von Olesko, 1605
- Stanisław Lubomirski (von 1628 bis 1638)
- Jakub Sobieski, 1641–
- Jeremi Wiśniowiecki, (von IV 1646–1651)
- Stefan Czarniecki –1664
- Stanisław Jan Jabłonowski, 1664–
- Jan Stanisław Jabłonowski, 1697–1731
- August Aleksander Czartoryski, (von 1731)
- Stanisław Szczęsny Potocki, (von 1782 bis 1789)

## Geschichte
Ursprünglich waren die Grenzen Rutheniens ähnlich dem Gebiet zwischen den Flüssen  (Westlicher) Bug und Wieprz. Sein polnischer Name war ziemia czerwieńska, oder „Czerwiener Land“, benannt entweder nach Czerwień (rote Farbe in polnischer Sprache), Powiat Hrubieszowski oder nach dem Namen der Stadt Czerwonograd, 300 km östlich.
Dieses Gebiet wurde im Jahr 981 erstmals urkundlich erwähnt, als Wolodymyr der Große von der Kiewer Rus das Gebiet auf dem Weg nach Zentralpolen eroberte. 1018 gehörte es zu Polen, 1031 wieder zur Rus. Ab dem Jahr 1340 nahm der polnische König Kasimir III. der Große († 1370) schrittweise Teile Rotrutheniens ein.
Seither ist der Name Ruś Czerwona, wörtlich übersetzt Rotruthenien, überliefert, das bis zum Dnister ausgedehnt worden ist. Unter dem polnisch-litauischen König Władysław Jagiełło wurde Przemyśl zum Sitz der Woiwodschaft, danach wurde er nach Lemberg verlegt.

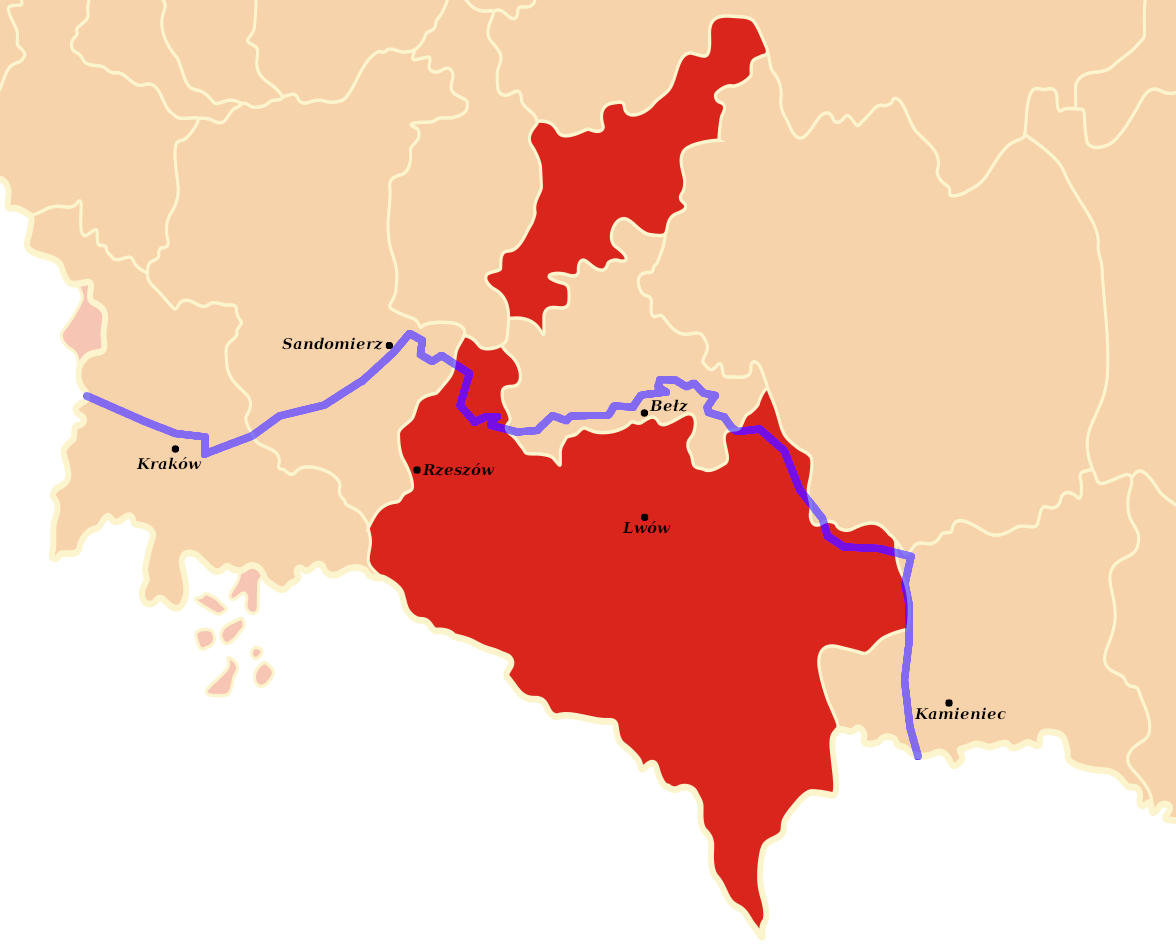
Woiwodschaft Ruthenien im Königreich Polen (rot) und österreichisches Kronland Galizien (blaue Linie)

Etwa 80 % der Woiwodschaft fielen bei der ersten Teilung Polens (1772) an das Haus Österreich. Lemberg wurde Hauptstadt des neu geschaffenen Königreichs Galizien und Lodomerien und war eine der größten Städte der k. k. Monarchie. Den Norden der Woiwodschaft annektierte bei der dritten Teilung Polens (1795) Russland.
In der Zwischenkriegszeit gehörte  das Gebiet zunächst zur Westukrainischen Volksrepublik und bildete nach deren Ende einen Teil der Zweiten Polnischen Republik. Seit dem Hitler-Stalin-Pakt (1939), den massiven ethnischen Säuberungen während und nach dem Zweiten Weltkrieg sowie dem Ende der Sowjetunion 1991 gehört der Osten um die Stadt Lwiw, deren mehrheitlich polnische und jüdische Bevölkerung fast vollständig vertrieben bzw. ermordet wurde, zur Ukraine, der Westen ab Przemyśl zu Polen.

### Rotreußen
Der Name „Rotreußen“ (altslawisch, russisch oder ukrainisch: Chervona Rus, polnisch: Ruś Czerwona, Latein: Ruthenia Rubra oder Russland Rubra) wurde seit dem Mittelalter verwendet, das Gebiet war vor dem Ersten Weltkrieg bekannt als Ostgalizien. Die Stadt Halicz hat Galizien den Namen gegeben.

### Einwohnerentwicklung
Die Einwohnerzahl stieg von 943.000 im Jahr 1629 auf 1.495.000 im Jahr 1770.